# 葉塞尼婭·塞列茲尼奧娃
葉塞尼婭·葉夫亨尼芙娜·塞列茲尼奧娃（羅馬化：Yeseniia Yevhenivna Selezniova；2010年9月17日—），烏克蘭女性兒童歌手和配音演員。

## 生平
葉塞尼婭於2010年9月17日出生於基輔的一個音樂世家，從3歲起，她就一直在舞蹈學校學習。作為舞者，她參與了2018年《與星共舞》決賽的拍攝。

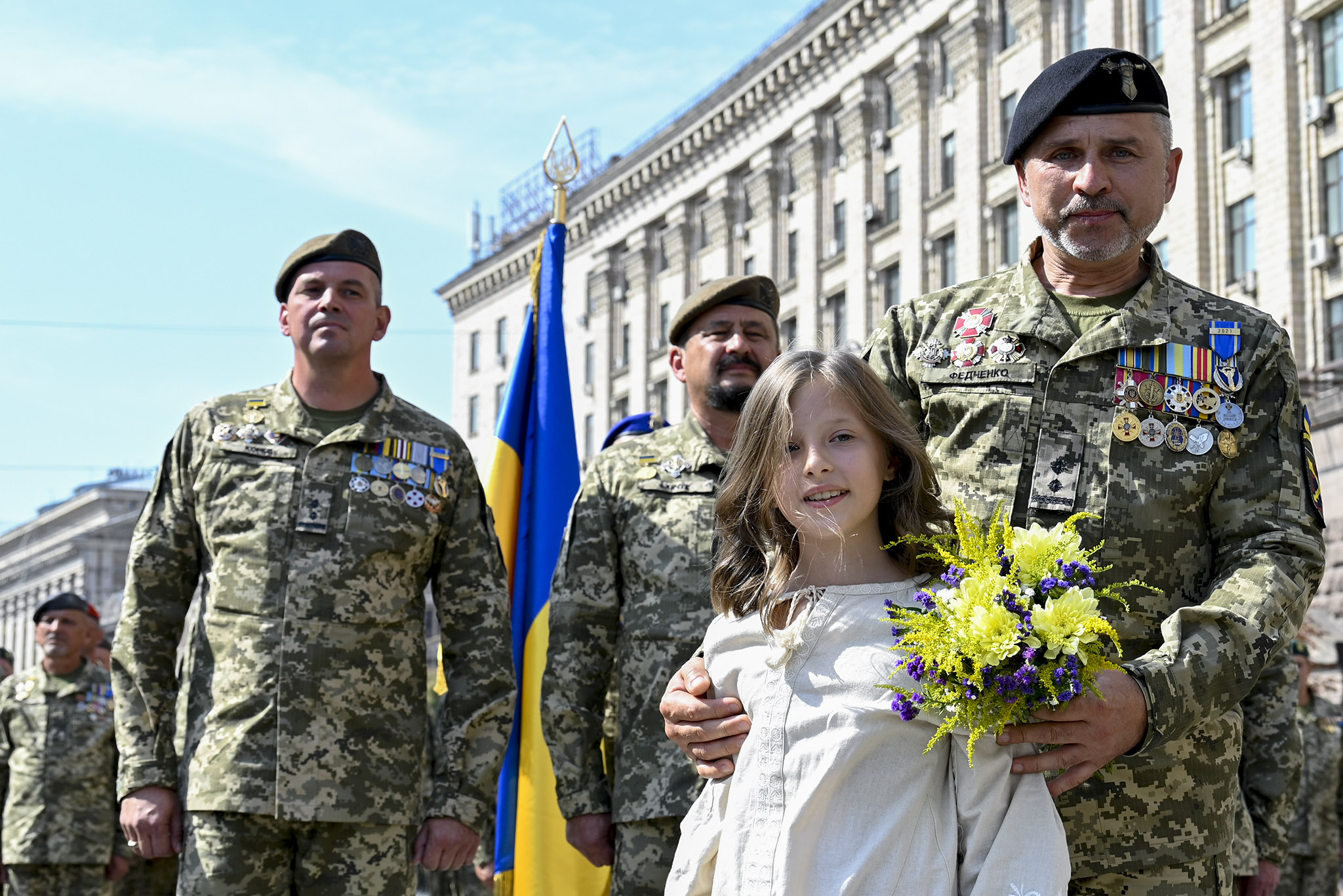
葉塞尼婭·塞列茲尼奧娃與烏克蘭軍人，於烏克蘭獨立30週年紀念儀式

2021年8月24日，於烏克蘭獨立30週年阅兵仪式上，葉塞尼婭是文艺表演作品《DNA》的主角。在《DNA》中，手持鲜花的小女孩葉塞尼婭穿过重现了乌克兰历史（从964年基辅罗斯时代到2021年的乌克兰）的装置艺术。最终，她跑向在基辅独立广场准备阅兵仪式的一群士兵面前，并向軍人沃洛迪米爾·費德琴科獻花。後來她表演了塔拉斯·彼得林年科的歌曲《烏克蘭》，這段演出讓烏克蘭總統澤連斯基和出席慶祝活動的人們流下了眼淚。